# Јашчера
Јашчера (рус. Ящера) река је на северозападу европског дела Руске Федерације која целом дужином свог тока протиче преко југозападних делова Лењинградске области, односно преко територије Лушког рејона. Десна је притока реке Луга и део басена Финског залива Балтичког мора.
Река Јашчера извире на северозападу Лушког рејона, западно од железничке станице Дивенска. Углавном тече у смеру југа и након 78 km тока улива се у реку Лугу (на 177. километру њеног тока узводно од ушћа) северозападно од варошице Толмачјово. Готово целом дужином тока протиче кроз ненасељена и замочварена подручја. Површина сливног подручја реке Јашчере је 655 km².
Источни делови њеног басена налазе су на територији заштићеног подручја Мшинска мочвара.
Њене најважније притоке су Долгуша и Владичињска са десне, те Љубањка и Лутинка са леве стране.